# Merinotus congoensis
Merinotus congoensis är en stekelart som beskrevs av Szepligeti 1914. Merinotus congoensis ingår i släktet Merinotus och familjen bracksteklar. Inga underarter finns listade i Catalogue of Life.